# Christian Dawidowski
Christian Dawidowski (* 1971 in Gelsenkirchen) ist ein deutscher Germanist, Literaturwissenschaftler und Literaturdidaktiker.

## Leben
Dawidowski studierte Deutsch und Philosophie an der Ruhr-Uni Bochum (Abschlüsse LA Sek. I/II, M.A.). Nach der Promotion 1999 mit einer Arbeit über Robert Musils Frühwerk war er bis 2004 Studienrat an einem Iserlohner Gymnasium. Von 2004 bis 2008 war er abgeordnet zum Zwecke der fachdidaktischen Habilitation an die Universität Siegen (Venia legendi „Neuere deutsche Literaturwissenschaft unter besonderer Berücksichtigung der Literatur- und Mediendidaktik“). Danach war er Oberstudienrat für das Ministerium für Schule und Bildung des Landes Nordrhein-Westfalen und die Bezirksregierung Arnsberg (Zentralabitur, Fortbildungen). Seit 2010 ist Dawidowski Inhaber des Lehrstuhls (W3) für Literaturdidaktik an der Universität Osnabrück. Seine Forschungsschwerpunkte liegen in der empirischen und fachgeschichtlichen Literaturdidaktik, außerdem in der Literatur des 19. und 20. Jahrhunderts.

## Schriften (Auswahl)
- Die geschwächte Moderne. Robert Musils episches Frühwerk im Spiegel der Epochendebatte. Frankfurt am Main 2000, ISBN 3-631-35980-2.
- Literarische Bildung in der heutigen Mediengesellschaft. Eine empirische Studie zur kultursoziologischen Leseforschung. Frankfurt am Main 2009, ISBN 978-3-631-58954-0.
- Gegenwartsliteratur und Postmoderne im Literaturunterricht. Baltmannsweiler 2012, ISBN 3-8340-1068-5.
- Literaturdidaktik Deutsch. Eine Einführung. Paderborn 2016, ISBN 3-8252-4419-9.
- Literarische Bildung. Stuttgart 2021, ISBN 3-15-014191-5.

## Belege
1. ↑  https://www.fofa.uni-osnabrueck.de/wordpress/mitglieder/christian-dawidowski/

| Personendaten    | Personendaten                                                         |
| ---------------- | --------------------------------------------------------------------- |
| NAME             | Dawidowski, Christian                                                 |
| KURZBESCHREIBUNG | deutscher Germanist, Literaturwissenschaftler und Literaturdidaktiker |
| GEBURTSDATUM     | 1971                                                                  |
| GEBURTSORT       | Gelsenkirchen                                                         |